# Johnny O'Connell
Johnny O'Connell (24 de julio de 1962, Poughkeepsie, New York), es un piloto de automovilismo estadounidense. Actualmente y está compitiendo para Cadillac en el SCCA World Challenge. En su carrera, se destacó por su rendimiento en los gran turismos cuando era piloto oficial de Chevrolet, en las carreras de resistencia. 
O'Connell disputó la Fórmula Super Vee en 1986. En 1987 corrió en la Fórmula Atlantic, ganando el campeonato como novato del año. Luego disputó la Indy Lights en 1989, resultando séptimo, y disputó algunas carreras en 1990 y 1991.
En 1992, O'Connell debutó en el Campeonato IMSA GT con un Nissan 300ZX. En 1993 y 1994 fue subcampeón de la clase GTS, obteniendo en ambos casos la victoria en las 12 Horas de Sebring. También en 1994, resultó primero en la clase GTS y quinto absoluto en las 24 Horas de Le Mans con un Nissan 300ZX. En 1995 culminó quinto en la clase GTS-1 del Campeonato IMSA GT.
El piloto disputó cuatro fechas de la IndyCar Series en 1996, resultando séptimo en Walt Disney World, quinto en Phoenix y abandonando en las 500 Millas de Indianápolis y Las Vegas. También corrió en el Campeonato IMSA GT pero en la clase de sport prototipos, continuando en dicha categoría en 1997.
En 1998 se convirtió en piloto oficial de Panoz, disputando las 24 Horas de Le Mans con un Panoz Esperante de la clase GT1. En 1999 corrió en las 12 Horas de Sebring con un Panoz Esperante, tras lo cual participó en las demás fechas de la American Le Mans Series y en las 24 Horas de Le Mans con un Panoz LMP-1 Roadster-S, obteniendo una victoria en Road Atlanta. En 2000 siguió compitiendo en la clase LMP con Panoz, resultando quinto absoluto en las 24 Horas de Le Mans.
O'Connell se unió a Corvette Racing en 2001, corriendo con un Chevrolet Corvette durante diez años. Con el equipo obtuvo tres victorias y cuatro segundos lugares en la clase GTS / GT1 en las 24 Horas de Le Mans, siete victorias de clase en las 12 Horas de Sebring, y una victorias general de las 24 Horas de Daytona de 2001. Con Ron Fellows ganó el campeonato de pilotos de American Le Mans Series de la clase GTS del 2003 y 2004, y en GT1 con Jan Magnussen en 2008. También fue subcampeón de la clase GTS / GT1 de la ALMS en 2002, 2005, 2007 y 2009.
Desde 2011, O'Connell compite en el SCCA World Challenge para el equipo oficial de Cadillac. Resultó subcampeón de la clase GT en 2011 con dos victorias, y fue campeón en 2012 con tres triunfos y ocho podios. Defendió con éxito el título en 2013, con 5 victorias y 9 podios, y logró el tricampeonato en 2014 con 3 victorias y 9 podios. En 2015 logró nuevamente el campeonato de pilotos con cuatro victorias y 12 top 5 en 20 carreras. En 2016 quedó en la cuarta posición final, con tres victorias y nueve podios en 20 carreras.
En 2013, O'Connell disputó la carrera en Road America de la NASCAR Nationwide Series para JR Motorsports a bordo del Chevrolet Camaro, terminando 12º.
O'Connell también trabajó en ESPN como comentarista en las transmisiones de televisión de la American Le Mans Series.